# Skivum Sogn
Skivum Sogn er et sogn i Vesthimmerlands Provsti (Viborg Stift).
I 1800-tallet var Giver Sogn anneks til Skivum Sogn. Begge sogne hørte til Års Herred i Aalborg Amt. Skivum-Giver sognekommune blev ved kommunalreformen i 1970 indlemmet i Aars Kommune, der ved strukturreformen i 2007 indgik i Vesthimmerlands Kommune.
I Skivum Sogn findes Skivum Kirke.
I sognet findes følgende autoriserede stednavne:
- Dumphuse (bebyggelse)
- Egelund (bebyggelse)
- Hedegård (bebyggelse)
- Lynnerup Gårde (bebyggelse, ejerlav)
- Skivum (bebyggelse, ejerlav)
- Skivum Nørrekrat (bebyggelse)
- Skivum Østerkrat (bebyggelse)
- Skivum Østermark (bebyggelse)
- Sønderhede (bebyggelse)
- Sønderlund (bebyggelse, ejerlav)
- Vegger (bebyggelse)
- Vegger Gårde (bebyggelse, ejerlav)
- Vester Skivum (bebyggelse)
- Østermark (bebyggelse)